# Макам (святыня)

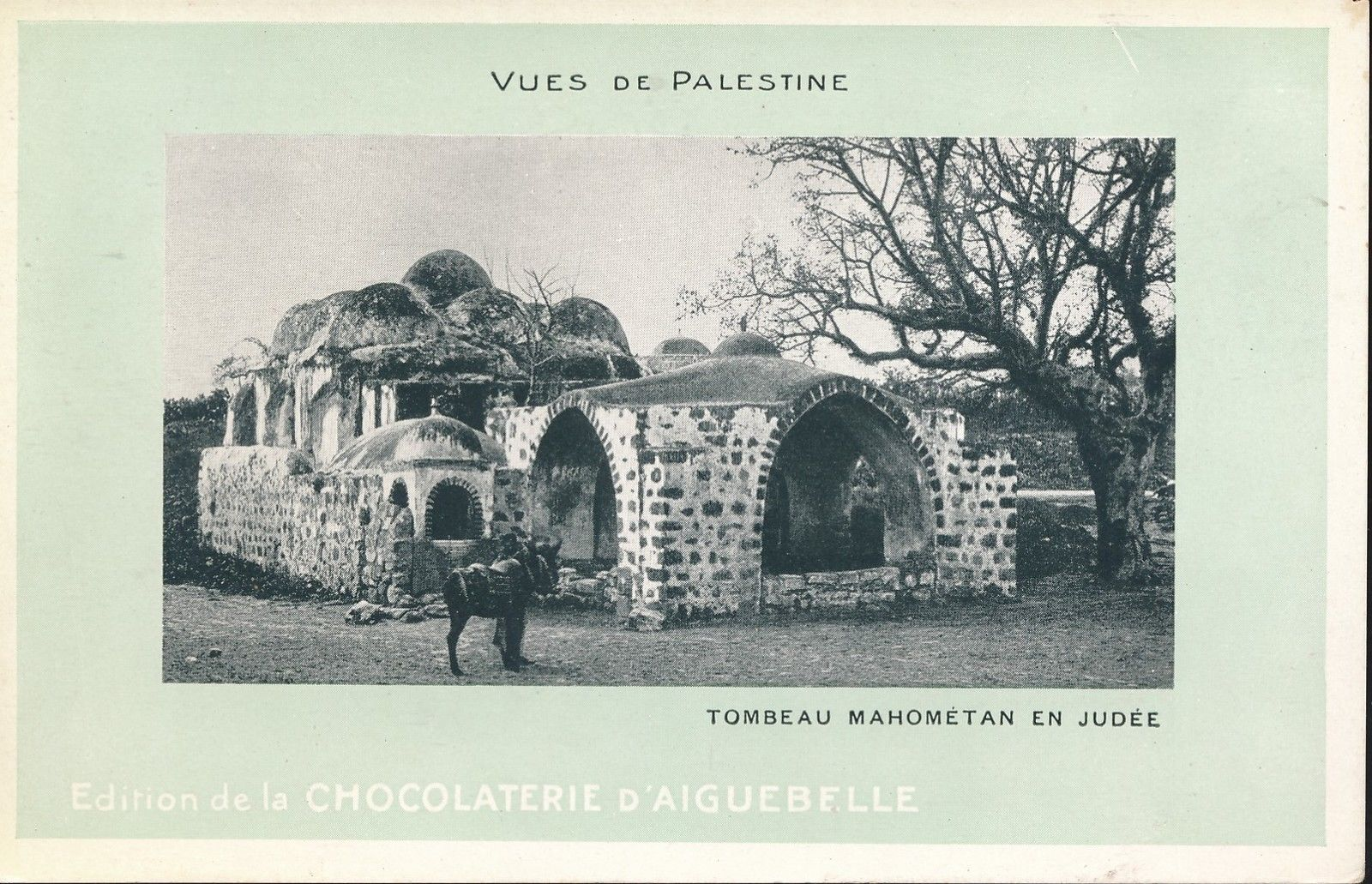
Макам имама ‘Али в 1930-е годы, ныне синагога в Азоре.

Мака́м (араб. مقام‎, транслит. maqām; мн.ч.: араб. مقامات‎ транслит. maqāmāt) — гробница мусульманского святого; погребальное сооружение, состоящее, как правило, из небольшого строения кубической формы, увенчанного куполом.

## Этимология
По-арабски означает букв. «стоянка, место стоянки». Такое название святой гробницы употребляется главным образом в Сирии и Палестине. В сочинениях европейских путешественников XIX века встречается форма: mukam. Параллельно употребляются названия: вали (араб. ويلي‎, waly — «святыня»; см. авлия), мазар, машхад.
Из-за своей кубической формы эти сооружения назывались также kubbeh, kubbi, qubba, так же как и главная мусульманская святыня Кааба в Мекке. В тюркоязычных мусульманских странах аналогичные гробницы известны как тюрбе, дюрбе, азиз; в ираноязычных странах — дарга.

## Устройство и назначение
Самый распространённый вид макама — однокамерное квадратное помещение с куполом, посреди которого размещается каменный кенотаф, хотя само тело святого погребалось ниже уровня пола. В южной стене макама, ориентированной на Мекку, обычно имеется небольшой михраб, нередко украшенный надписями и растительным орнаментом. Вход в камеру чаще всего располагается в северной стене. В других сводчатых стенах устраиваются небольшие оконца.

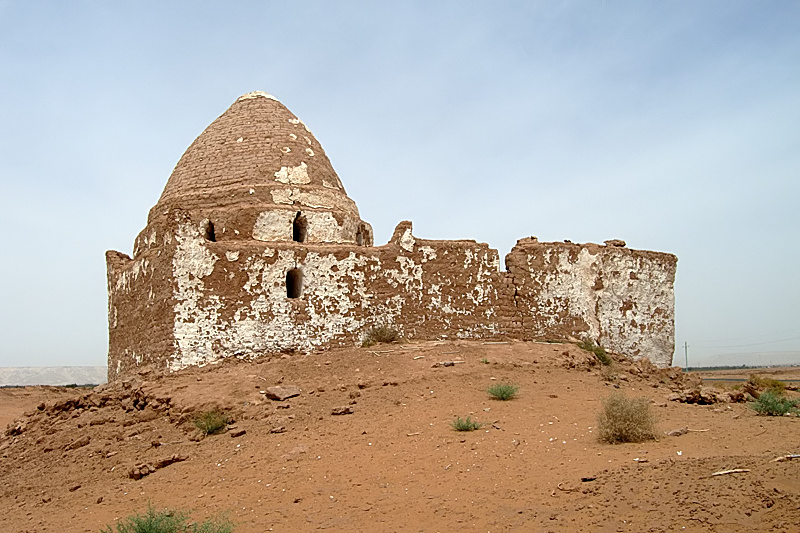
Макам шейха ‘Абд Даима в оазисе Дахла (Египет).

Встречаются более крупные макамы, состоящие из двух, трёх и четырёх помещений. К купольной камере примыкают молитвенная комната, прихожая, завия или помещение для отдыха паломников. У больших макамов имеются два или три одинаковых купола. В старину купол украшался металлическим шпилем с полумесяцем, но сейчас такое украшение встречается редко.
Рядом с макамом сажалось священное дерево, чаще всего — пальма, дуб, сикомор. Поблизости имелся также колодец или источник.
В действующем макаме по углам висят светильники и лампы, кенотаф накрыт покрывалом (обычно зелёным), перед михрабом на полу расстелены молитвенные коврики.
Как правило, макамы сооружались на вершине холмов и на перекрёстках дорог и помимо своей основной функции — мест поклонения и молитвы — исполняли также роль сторожевых постов, наблюдательных пунктов и ориентиров для путников и караванов. Со временем вблизи макамов появлялись новые захоронения; считалось честью быть погребённым рядом со святым. Вокруг множества мусульманских святынь образовались целые кладбища.

## История

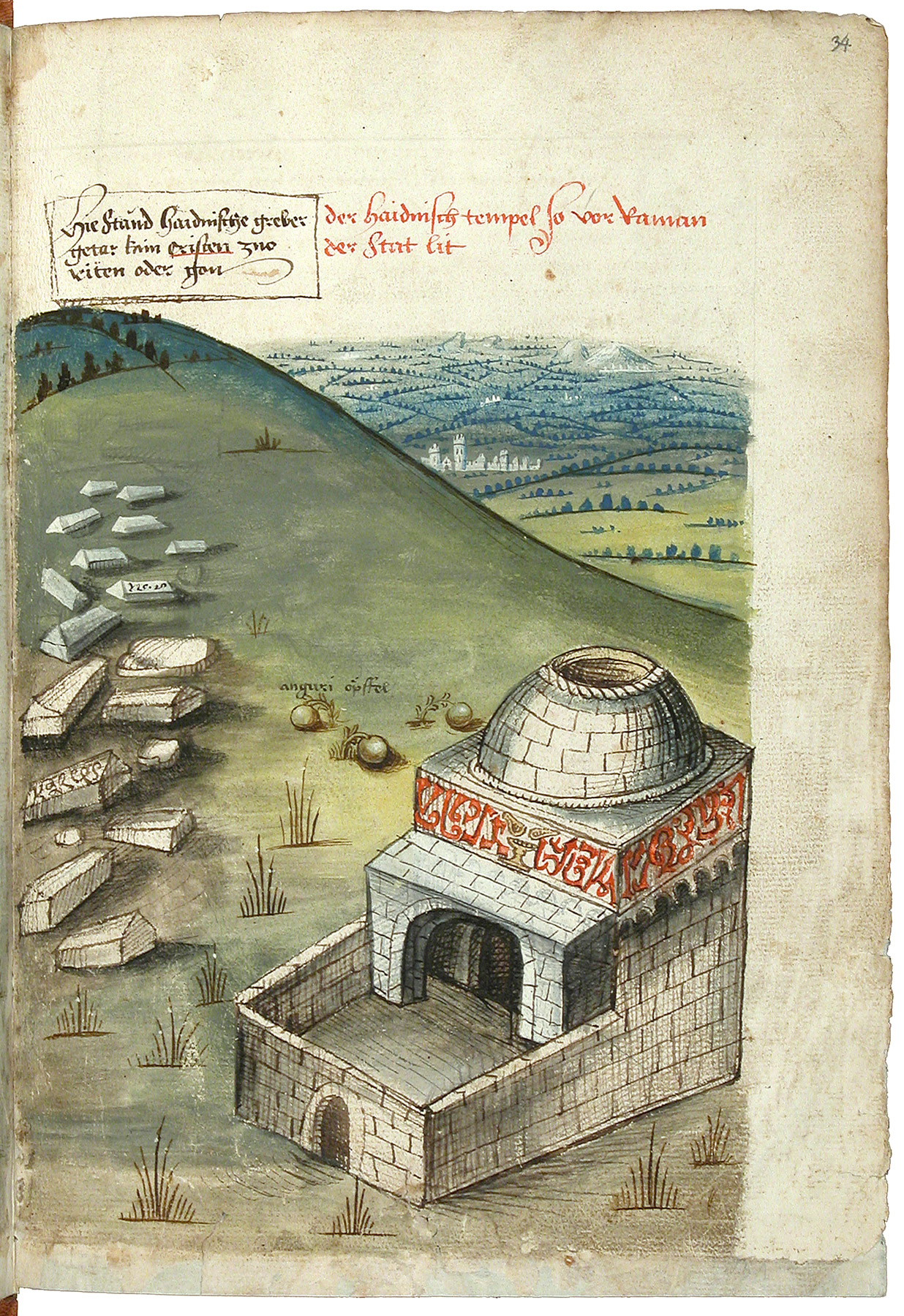
Макам в Османской империи. Рисунок Конрада Грюненберга из его описания путешествия в Иерусалим (1487)

Ранний ислам отрицательно относился к поклонению святым людям и к почитанию мест их погребения, видя в этом разновидность идолопоклонства. Но уже шииты стали сооружать пышные гробницы для своих усопших предводителей — имамов и шейхов, и превратили их в культовые объекты. Вскоре практика такая передалась и суннитам. Арабские путешественники и географы ‘Али аль-Харави (XII в.), Якут аль-Хамави и другие в своих сочинениях описали множество христианских и мусульманских святынь в Сирии, Палестине и Египте.

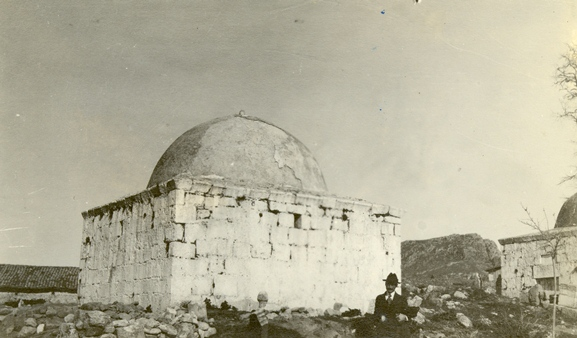
Макам в Антиохии, Турция. Фото ок. 1920 года.

В эпоху Мамлюков были сооружены монументальные гробницы мусульманских святых, учёных и богословов, некоторые из которых сохранились до наших дней. Основная часть их располагается в Египте, но отдельные экземпляры имеются также в Сирии и Палестине. К их числу относится прославленная Гробница Рахели в Вифлееме (хотя место погребения праматери Рахиль почиталось и раньше), роскошный мавзолей Абу Хурайры в Явне и макам шейха Абу ‘Атаби в аль-Маншийе близ Акко.
В Османский период макамы строились повсеместно, а прежние святыни проходили основательную реконструкцию. Новые сооружения не отличались такой монументальностью и помпезностью, как прежде, и внешне выглядели вполне скромно. Макамы турецкой эпохи просты в своей конструкции и не изобилуют архитектурным декором.
В каждом селении имеется небольшое белое здание с низким куполом — “мукам” или “место”, священное в глазах местных жителей. Почти в каждой местности такое строение мерцает на вершине какого-то холма, точно так же, как и в древние ханаанские времена.
Период Британского мандата в Палестине стал временем последнего расцвета макамов. Были отремонтированы мусульманские святыни, пришедшие в упадок, а также построены новые. Повредившие макам бедуинского шейха Нурана во время Синайско-Палестинской кампании англичане за свой счёт заново построили его и преподнесли в дар бедуинам. В 1948 году этот макам оказался в эпицентре боёв во время Арабо-израильской войны. Овладевшие им израильские солдаты переоборудовали его в наблюдательный пункт и огневую точку. С тех пор макам шейха Нурана служит памятником доблести Армии обороны Израиля.

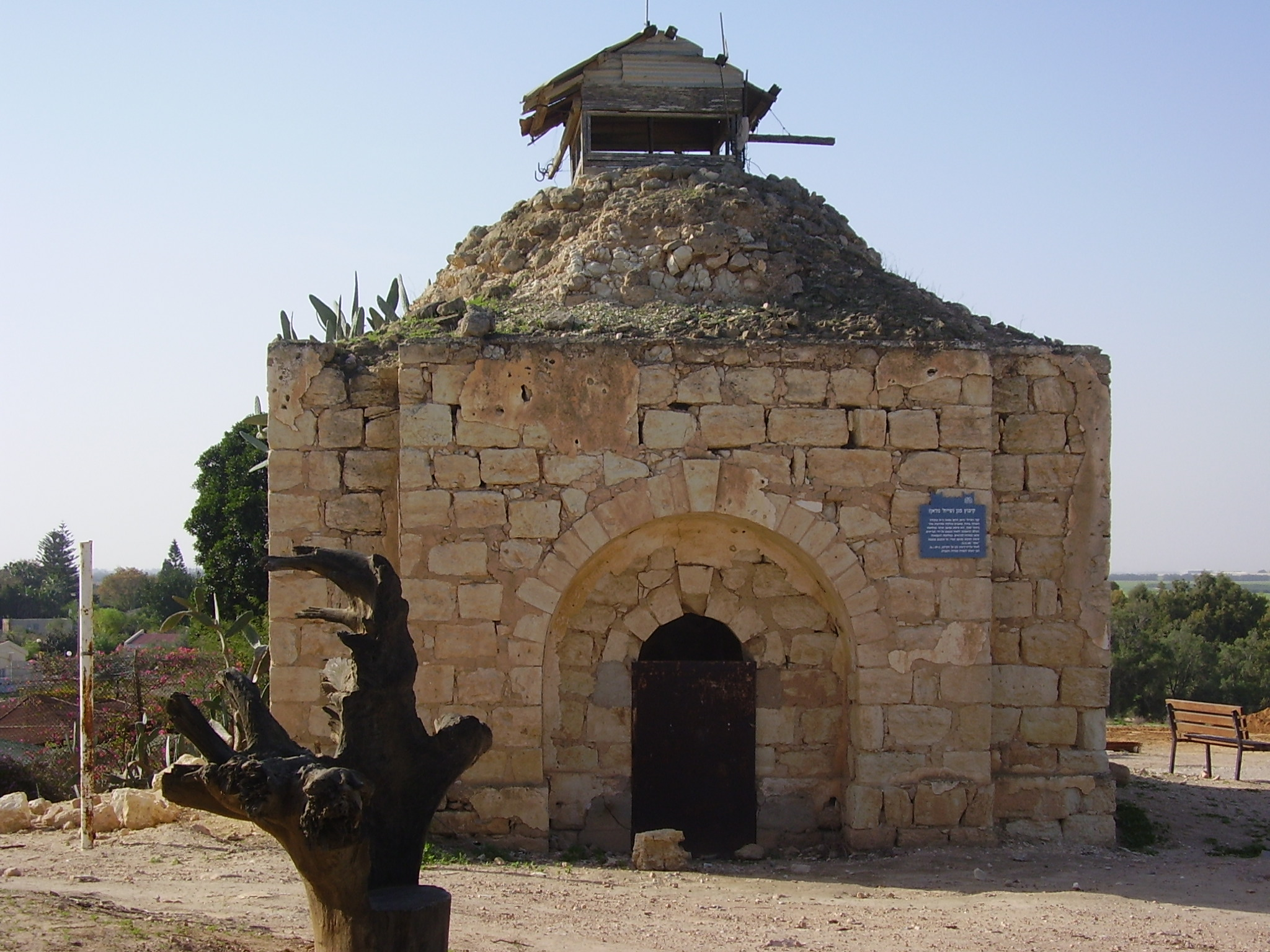
Макам шейха Нурана в киббуце Маген, переоборудованный в ДОТ.

После образования государства Израиль целый ряд мусульманских святынь был приватизирован евреями и превращён в свои религиозные святыни. Это постигло мавзолей шейха Абу Хурайры, ставшего гробницей раббана Гамлиэля в Явне; девятикупольный макам Имама ‘Али, переделанный в синагогу в Азоре; мазар Ситт Сакины (Сукейны), ставший гробницей Рахиль, супруги рабби Акивы, в Тверии; макам шейха аль-Гарбави, ставшего гробницей Маттафии Хасмонея; гробницу нэби Шемана у дорожной развязки Эяль, ставшей гробницей Симеона, сына Иакова. Процесс приватизации мусульманских святынь продолжается и сегодня.
В древности все макамы вместе с куполами окрашивались в белый цвет. В последнее время у палестинских и израильских арабов вошло в обычай перекрашивать купола своих святынь в зелёный цвет («цвет Ислама»). На территории Израиля борьба за обладание той или иной святыней вылилась в то, что в прессе было названо «войной цветов». Приватизируя мусульманскую святыню, религиозные евреи красят купол в синий или белый цвет и устанавливают еврейскую символику, а мусульмане, возвращаясь, удаляют еврейские символы и перекрашивают купол в зелёный цвет.

## Наиболее известные палестинские макамы
Из примерно 800 макамов, существовавших на территории Палестины в 1948 году, к настоящему времени сохранилось не более 300, половина из которых находится на территории Израиля, другая половина — в пределах Палестинской Автономии. По другим оценкам, общее количество сохранившихся палестинских макамов — 184, из них только 70 внутри границ Израиля.
| Изображение | Название                          | Расположение            | Координаты                      | Нынешнее состояние           |
| ----------- | --------------------------------- | ----------------------- | ------------------------------- | ---------------------------- |
|             | ‘Абд эн-Нэби                      | Тель-Авив               | 32°05′15″ с. ш. 34°46′11″ в. д. |                              |
|             | Макам аль-Хидр                    | Шломи                   | 33°04′41″ с. ш. 35°08′36″ в. д. | Разрушается                  |
|             | Муаз ибн Джабаль (шейх Му‘алла)   | Латрун                  | 31°50′08″ с. ш. 34°59′30″ в. д. | Отреставрирован              |
|             | Нэби Булус                        | Бейт-Шемеш              | 31°42′51″ с. ш. 34°58′51″ в. д. | Разрушается                  |
|             | Нэби Кифль                        | Тират-Йехуда            | 32°00′25″ с. ш. 34°55′35″ в. д. | Заброшенный объект           |
|             | Нэби Шитт                         | Асерет                  | 31°49′28″ с. ш. 34°44′54″ в. д. | Заброшенный объект           |
|             | Хасан эр-Рай                      | Нэби Муса               | 31°46′51″ с. ш. 35°25′29″ в. д. |                              |
|             | Шейх ‘Абдаллах                    | Бейт-Эль                | 31°56′57″ с. ш. 35°13′55″ в. д. | Заброшенный объект           |
|             | Шейх ‘Абдаллах эс-Сахили          | Нешер                   | 32°46′18″ с. ш. 35°02′33″ в. д. | Заброшенный объект           |
|             | Шейх Абу ‘Атаби                   | Аль-Маншия, Акко        | 32°56′15″ с. ш. 35°05′30″ в. д. | Жилой дом                    |
|             | Шейх Абу Газаля                   | Но'ам                   | 31°34′04″ с. ш. 34°46′47″ в. д. | Заброшенный объект           |
|             | Шейх Абу Шуша                     | Мигдаль (местный совет) | 32°51′13″ с. ш. 35°30′26″ в. д. | Заброшенный объект           |
|             | Шейх ‘Авад                        | Ашкелон                 | 31°41′15″ с. ш. 34°33′47″ в. д. | Сооружён в Османский период  |
|             | Шейх ‘Али эд-Давайими             | Амация                  | 31°32′09″ с. ш. 34°53′13″ в. д. | Основан во времена Аббасидов |
|             | Шейх ‘Амир                        | Джеба‘                  | 32°39′17″ с. ш. 34°57′46″ в. д. | Отреставрирован              |
|             | Шейх Ахмад аль-Хубани             |                         | 31°43′31″ с. ш. 35°04′49″ в. д. | Заброшенный объект           |
|             | Шейх Бараз эд-Дин (шейх эс-Садик) | Мигдаль-Цедек           | 32°05′00″ с. ш. 35°19′40″ в. д. | Отреставрирован              |
|             | Шейх Билаль                       | Элон-Море               | 32°14′32″ с. ш. 35°19′40″ в. д. | Заброшенный объект           |
|             | Шейх Бурейк (‘Абрейк)             | Кирьят-Тивон            | 32°42′03″ с. ш. 35°07′43″ в. д. |                              |
|             | Шейх Ганим                        | Гризим                  | 32°12′05″ с. ш. 35°16′26″ в. д. | Отреставрирован              |
|             | Шейх аль-Катанани                 | Холон (город)           | 32°01′16″ с. ш. 34°48′17″ в. д. | Отреставрирован              |
|             | Шейх Марзук                       | Голанские высоты        | 33°03′01″ с. ш. 35°42′01″ в. д. | Заброшенный объект           |
|             | Шейх эс-Салихи                    |                         | 31°40′58″ с. ш. 34°57′59″ в. д. | Заброшенный объект           |
|             | Шейх ‘Ушейш                       | Дейр Наххас             | 31°36′39″ с. ш. 34°56′00″ в. д. |                              |